# سیارک ۲۲۱۳
سیارک ۲۲۱۳ (به انگلیسی: 2213 Meeus، نامگذاری:1935SO1) دو هزار و دویست و سیزدهمین سیارک کشف شده‌است که در ۲۴ سپتامبر ۱۹۳۵ کشف شد.
قدر مطلق سیارک برابر ۱۳٫۷۰ است.